# جيمس جوزيف سيلفستر
جيمس جوزيف سيلفستر (بالإنجليزية:  James Joseph Sylvester)‏ زميل في الجمعية الملكية (3 سبتمبر 1814 - 15 مارس 1897)، هو عالم رياضيات إنجليزي.
اشتهر بفضل إسهاماته الجوهرية الهامة في نظرية المصفوفات ونظرية التعبير الجبري الثابت ونظرية الأعداد ونظرية تجزئة الأعداد والتوافقيات.
لعب سيلفستر دورًا قياديًا في علم الرياضيات الأمريكي في النصف الثاني من القرن التاسع عشر حيث كان أستاذًا بجامعة جونز هوبكينز. يُعد مؤسس المجلة الأمريكية لعلم الرياضيات.
عندما توفي كان أستاذًا بجامعة أوكسفورد.

## السيرة الذاتية
وُلد سيلفسترجيمس جوزيف في لندن، إنجلترا. وكان والده أبراهام جوزيف تاجرًا. اكتسب جيمس كنيته (اسمه الأخير) سيلفستر عندما فعل أخوه ذلك بعد هجرتهم إلى الولايات المتحدة الأمريكية حيث كانت تُلزم جميع المهاجرين في تلك الفترة أن يكون لهم اسم أول واسم أوسط ولقب. وبعمر الرابعة عشرة، بدأ سيلفستر دراسته بجامعة لندن، وكان طالبًا لدى أوغسطس دي مورغان. أخرجته أسرته من الجامعة بعد اتهامه بطعن زميل له بواسطة سكين. بعد ذلك، ذهب إلى معهد ليفربول الملكي.
بدأ سيلفستر دراسة الرياضيات كلية سانت جون، جامعة كامبريدج عام 1831، وكان مُعلمه وأستاذه في تلك الفترة جون هيميرس. بالرغم من توقفه عن الدراسة لمدة سنتين تقريبًا نتيجه مرضه الطويل خلال تلك الفترة، حصل على المركز الثاني في اختبار كامبريدج للرياضيات الشهير، تريبوس (tripos)، الذي خضع له عام 1837. ومع ذلك، لم يحصل سيلفستر على شهادةٍ جامعية، لأنه في ذلك الوقت كان يتحتم على الخريجين إعلان موافقتهم على المواد الـ 39 الخاصة بالكنيسة الإنجليزية (الكنيسة الأنجليكانية)، ولكن سيلفستر كان يهودي الأصل - فرفض أن يفعل ذلك. وللسبب ذاته، لم يستطع المنافسة للحصول على درجة الزمالة أو نيل جائزة سميث. وفي عام 1838، أصبح سيلفستر أستاذًا للفلسفة الطبيعية بكلية لندن الجامعية. وفي عام 1841، حصل على ليسانس الآداب وشهادة الماجستير من كلية ترينيتي، جامعة دبلن. وفي نفس العام انتقل إلى الولايات المتحددة الأمريكية ليصبح أستاذًا بجامعة فيرجينيا لمدة ستة أشهر، ثم عاد إلى إنجلترا في نوفمبر عام 1843.
وفي طريق عودته إلى إنجلترا درس علم القانون جنبًا إلى جنب مع زميله المحامي وعالم الرياضيات البريطاني أرثور كايلي، الذي شاركه إسهاماته الهامة والكبيرة في نظرية المصفوفة عندما كان يعمل خبير اكتواريا. وكانت فلورنس نايتينجيل واحدة من طلابه الذين كان يُعطيهم دروسًا خصوصية. حيث إنه لم يتول أي منصب تدريس جامعي في علم الرياضيات حتى عام 1855، عندما تم تعيينه أستاذًا للرياضيات بالأكاديمية العسكرية الملكية، وولويتش وتقاعد من هذا المنصب عام 1869، لأن سن التقاعد الإلزامي في تلك الفترة كان 55 وفي البداية رفضت الأكاديمية دفع معاشه كاملاً ثم تراجعت عن ذلك القرار بعد جدل عام استمر لفترة طويلة خلالها أخذ سيلفستر مشكلته لتُنشر في صفحة الخطابات بجريدة التايمز.
وكان سيلفستر مُولعًا بالشعر طوال حياته، فقد قرأ العديد من الأعمال الشعرية وترجمها من الفرنسية والألمانية والإيطالية واللاتينية والإغريقية. كما تحتوي أوراقه الرياضية على استشهادات واقتباسات توضيحية تفسيرية من الشعر الكلاسيكي. وبعد تقاعده المبكر، Sylvester (1870) نشر كتابا بعنوان قوانين الشعر (The Laws of Verse) محاولةً منه لتسجيل مجموعة قوانين علم العروض في الشعر.
وفي عام 1877، عبر سيلفستر المحيط الأطلنطي مرة أخرى ليصبح أول أستاذ للرياضيات في جامعة جونز هوبكينز التي تم تأسيسها وافتتاحها في تلك الفترة في بالتيمور، بولاية ماريلاند. وكان يتقاضى 5000 دولارا ذهبيا وذلك بناءً على طلبٍ منه بأن يتلقى مُرَتبه بالذهب (يُعد هذا الراتب سخيًا جدًا خلال تلك الفترة). وفي عام 1878، قام بتأسيس المجلة الأمريكية للرياضيات. وفي ذلك الوقت كانت المجلة الرياضية الوحيدة الأخرى في الولايات المتحدة هي مجلة Analyst، ثم تغير اسمها في النهاية ليصبح حوليات علم الرياضيات (Annals of Mathematics).
وفي عام 1883، عاد إلى إنجلترا ليتولى منصب أستاذ قسم الهندسة بجامعة أوكسفورد. وظل يشغل هذا المنصب حتى توفي، بالرغم من تعيين الجامعة أستاذًا مساعدًا ليشغل المنصب ذاته عام 1892.
اخترع سيلفستر عددًا كبيرًا من المصطلحات الرياضية مثل مميز. وأطلق على مؤشر إيولير الوظيفي (φ(n. ويأتي عمله العلمي المُجمع في أربعة مجلدات. في عام 1880، منحته جمعية لندن الملكية وسام كوبلي؛ وهو أعلى وأكثر جوائزها أهمية للإنجاز العلمي وفي عام 1901، أسست الجمعية وسام سيلفستر تكريمًا لذكراه وذلك بهدف تشجيع الأبحاث الرياضية، بعد وفاته، في أوكسفورد، أوكسفوردشاير، إنجلترا. ويذكره التاريخ لإسهاماته في فرع الهندسة الرياضية المتقطعة حيث قدم ما يعرف اليوم بمُعضلة سيلفستر ولاستنتاجاته حول معضلة أورشارد (orchard problem).
مهجع سيلفستر؛ هو جزء من المدينة الجامعية السكنية للطلاب في ماسون كليفلاند؛ وقد سُمي على اسمه تكريمًا له. أُطلق اسمه أيضًا على العديد من المناصب الجامعية (الأستاذية) تكريمًا له ولذكراه.

## وصلات خارجية
- جيمس جوزيف سيلفستر على موقع الموسوعة البريطانية (الإنجليزية)
- جيمس جوزيف سيلفستر على موقع إن إن دي بي (الإنجليزية)
- O'Connor، John J.؛ Robertson، Edmund F.، "جيمس جوزيف سيلفستر"، تاريخ ماكتوتور لأرشيف الرياضيات
- جيمس جوزيف سيلفستر في شجرة علماء الرياضيات